# Hilara heterogastra
Hilara heterogastra är en tvåvingeart som beskrevs av Maksymilian Nowicki 1868. Hilara heterogastra ingår i släktet Hilara och familjen dansflugor. Inga underarter finns listade i Catalogue of Life.